# Steinbarsch

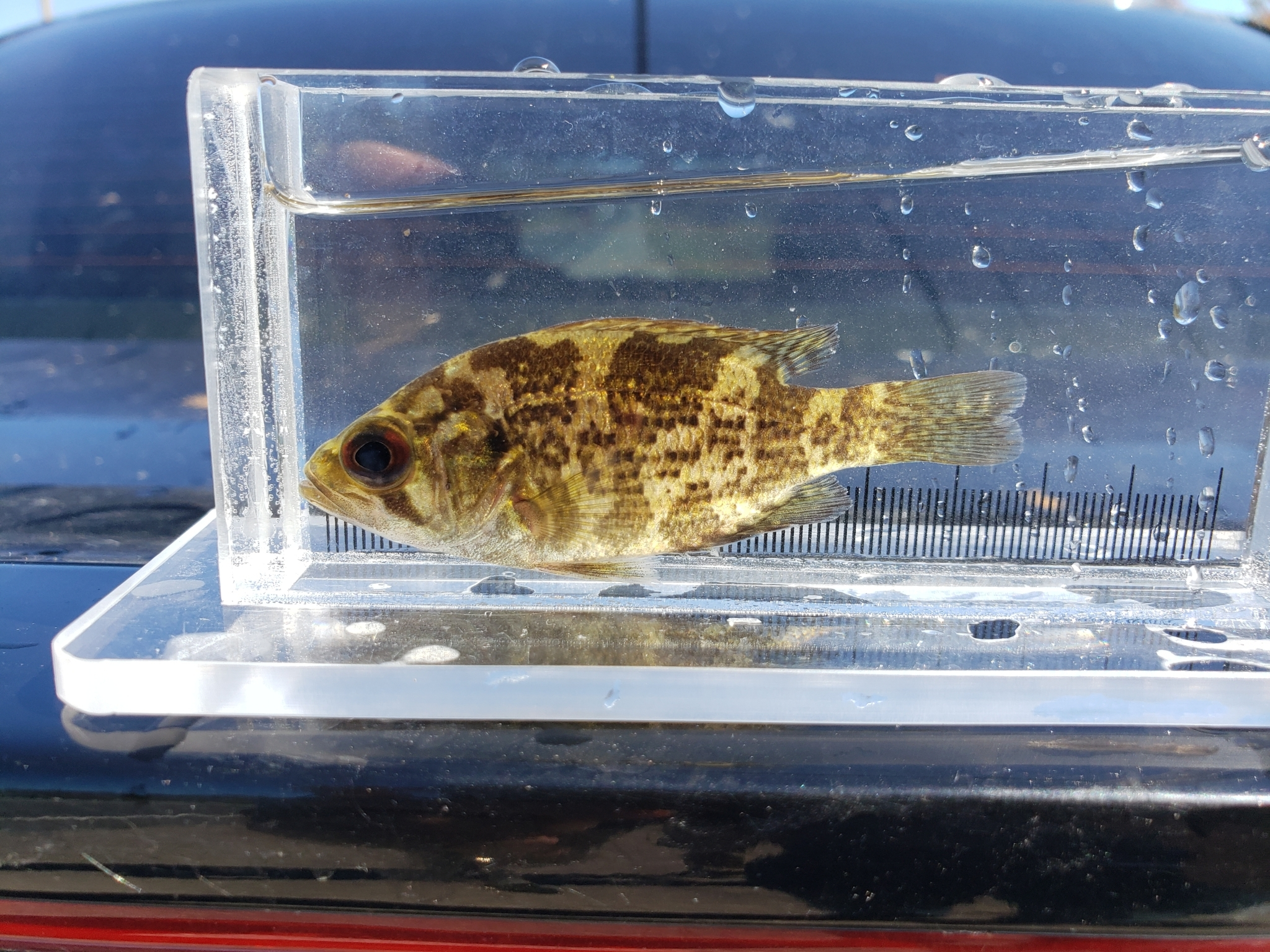
Steinbarsch (Ambloplites rupestris), juvenil

Der Steinbarsch (Ambloplites rupestris) ist ein Süßwasserfisch aus der Familie der Sonnenbarsche (Centrarchidae). Er ist im östlichen Nordamerika heimisch und in anderen Regionen der USA sowie Europa vom Menschen eingeführt. 

## Merkmale
Der Steinbarsch wird für gewöhnlich 15 cm bis 25 cm lang. Die Maximallänge liegt bei 43 cm bei einem Gewicht von 1,36 kg. Sein mit Kammschuppen bedeckter Körper ist hochrückig und seitlich abgeflacht. Die Grundfarbe ist graugrün bis bräunlich mit Reihen von dunklen Tüpfeln auf den Flanken. Die Kiemendeckel glänzen messingfarben und weisen in der hinteren Ecke einen schwarzen Fleck auf, der bei männlichen Steinbarschen gold umrandet ist. Die Augen sind rot bis orange, die unpaaren Flossen grünlich bis braungelb und oft mit einem dunklen Rand versehen.
- Flossenformel: Dorsale X–XI/10–12, Anale V/9–11.
- Schuppenformel: mLR 39–43.

## Habitat
Der Steinbarsch bewohnt vegetationsreiche Bäche, kleine bis mittlere Flüsse mit felsigem Grund und die bewachsenen Ufer von Seen. Er ernährt sich von kleinen Krebstieren, Insekten und Fischen.

## Lebensraum
Der Steinbarsch kommt ursprünglich in Nordamerika vor. Dort findet man ihn von Manitoba bis Québec (beide Kanada) und von dort das Mississippi Einzugsgebiet weiter nach Süden bis zur Mündung in Louisiana (USA) sowie bis zur Ostküste. Darüber hinaus ist er in den USA in Colorado und Wyoming eingebürgert. Im 19. Jahrhundert gelangte die Art nach Europa. Im Jahr 1877 wurde sie nach Frankreich importiert. Dort gelang jedoch keine Nachzucht der Tiere. 10 Jahre später erhielt Max von dem Borne in Deutschland 20 Individuen aus Virginia (USA). Von diesen konnte er 12 bis zur Geschlechtsreife aufziehen und mit diesen zahlreiche Nachzucht erzeugen. Das heutige Vorkommen in Europa gilt als unbeständig bis erloschen. Wenn es Populationen geben sollte, sind diese am wahrscheinlichsten im Südwesten Englands anzutreffen.